# Luparense Calcio a 5 2011-2012
Nel 2011-12 la Luparense disputa il campionato di Serie A di calcio a 5.

## Maglie e Sponsor
Il Partner tecnico per la stagione 2011-2012 è Joma, mentre lo sponsor ufficiale è Alter Ego.

## Organigramma
- Presidente: Stefano Zarattini
- Vicepresidente:Gianni Pegorin
- Vicepresidente:Guido Bernardi
- Segretario: Andrea Franceschini
- Consigliere: Pierluigi Martino
- Consigliere: Angelo Fiorese
- Consigliere: Davide Graggio
- Consigliere: Gianni Bellon
- Direttore Generale: Fabio Vella
- Medico: Paola D'Ascanio
- Preparatore atletico:Pamela Battistella

## Calciomercato

### Sessione estiva
| Rodolfo Fortino | Megara Augusta |
| Giovani Pedotti | Bisceglie      |
| Alex Merlim     | Megara Augusta |
| Carlos Danieli  | Lazio          |
| Fábio Maraucci  | Regalbuto      |
| Thiago Grippi   | Regalbuto      |
| Euler           | S10 Saragozza  |

| Gabriel Ayala       | Fiumicino  |
| Emmanuel Ayala      | Fiumicino  |
| Carlos Chilavert    | Marca      |
| Massimo De Luca     | Marca      |
| Rogério Mielo       | Pescara    |
| Sandrinho           | Real Rieti |
| Anderson Pellegrini | Asti       |

### Sessione invernale
| Gonzalo Abdala | LCF Martina |
| Fabiano Assad  | Marca       |
| Pablo          | Tubaronense |

| Carlos Danieli | Lazio          |
| Thiago Grippi  | Megara Augusta |
| Rafael Peixoto | Villorba       |

## Rosa
| N° | Naz.                 | Ruolo    | Sportivo                 | Anno     |  |  |
| -- | -------------------- | -------- | ------------------------ | -------- |  |  |
| 1  | Brasile (bandiera)   | POR      | Miguel Weber             | 29.06.83 |  |  |
| 26 | Italia (bandiera)    | POR      | Davide Putano            | 09.06.85 |  |  |
| 13 | Brasile (bandiera)   | POR      | Francisco Spessatto      | 02.07.92 |  |  |
| 5  | Brasile (bandiera)   | POR      | Rafael Peixoto           | 01.10.88 |  |  |
| 9  | /                    | LAT      | Humberto Honorio         | 21.07.83 |  |  |
| 10 | /                    | LAT      | Vampeta                  | 18.07.84 |  |  |
| 11 | /                    | LAT      | Mauro Canal              | 25.06.86 |  |  |
| 12 | /                    | PIV      | Rodolfo Fortino          | 30.04.83 |  |  |
| 7  | Italia (bandiera)    | Laterale | Alex Merlim              | 15.07.86 |  |  |
| 8  | Brasile (bandiera)   | Laterale | Euler                    | 11.02.77 |  |  |
| 5  | Brasile (bandiera)   | Laterale | Carlos Danieli           | 21.07.77 |  |  |
|    | Uruguay (bandiera)   | Laterale | Ernesto Ramada           | 19.02.86 |  |  |
|    | Brasile (bandiera)   | Laterale | Fábio Maraucci           | 05.02.89 |  |  |
|    | Brasile (bandiera)   | Laterale | Thiago Grippi            | 13.12.88 |  |  |
| 14 | Brasile (bandiera)   | LAT      | Pablo de Almeida Ribeiro | 05.03.79 |  |  |
| 6  | Brasile (bandiera)   | Laterale | Giovani Pedotti          | 09.06.82 |  |  |
| 5  | Argentina (bandiera) | Laterale | Gonzalo Abdala           | 11.10.90 |  |  |
| 3  | Brasile (bandiera)   | Laterale | Fabiano Assad            | 05.01.80 |  |  |

## Risultati

### Stagione regolare

#### Girone di andata
1. Kaos Futsal - Alter Ego Luparense 	4 - 4
2. Alter Ego Luparense - Franco Gomme Venezia 	6 - 2
3. Promomedia Putignano - Alter Ego Luparense 	1 - 3
4. Montesilvano - Alter Ego Luparense 	1 - 2
5. Alter Ego Luparense - Augusta 	6 - 0
6. Lazio - Alter Ego Luparense 	1 - 4
7. Alter Ego Luparense - Bisceglie 	3 - 0
8. Real Rieti - Alter Ego Luparense 	0 - 4
9. Alter Ego Luparense - Ponzio Pescara 	3 - 6
10. Marca Futsal - Alter Ego Luparense 	3 - 5
11. Alter Ego Luparense - Acqua & Sapone Fiderma 	8 - 4
12. Asti Acqua Eva - Alter Ego Luparense 	1 - 2
13. Alter Ego Luparense - Finplanet Fiumicino 	2 - 0

#### Girone di ritorno
1. Alter Ego Luparense - Kaos Futsal 	4 - 0
2. Franco Gomme Venezia - Alter Ego Luparense 	2 - 5
3. Alter Ego Luparense - Promomedia Putignano 	9 - 0
4. Alter Ego Luparense - Montesilvano 	3 - 1
5. Augusta - Alter Ego Luparense 	2 - 6
6. Alter Ego Luparense - Lazio 	2 - 2
7. Bisceglie - Alter Ego Luparense 	1 - 4
8. Alter Ego Luparense - Real Rieti 	6 - 0
9. Ponzio Pescara - Alter Ego Luparense 	2 - 4
10. Alter Ego Luparense - Marca Futsal 	3 - 3
11. Acqua & Sapone Fiderma - Alter Ego Luparense 	0 - 2
12. Alter Ego Luparense - Asti Acqua Eva 	8 - 1
13. Finplanet Fiumicino - Alter Ego Luparense 	3 - 4

### Play-off

#### Quarti
| Arbitri: | Francesco Muccardo (Roma) Giuseppe Di Gregorio (Enna) Ruggiero Chiariello (Barletta) |
| Crono:   | Vincenzo Tafuro (Brindisi)                                                           |

|                                                         |           |                |
| Leggiero 5'57’’ Fininho 18'53’’ Menini 38'05’’, 38'56’’ | Marcatori | 1'38’’ Honorio |

| Arbitri: | Maria Luisa Fecola (Forlì) Roberto Chiarello (Novi Ligure) Biagio Carbone (Mestre) |
| Crono:   | Luca Bizzotto (Bassano Del Grappa)                                                 |

| |           |                 |
| Merlim 9'58’’ Pablo 13'11’’ Vampeta 13'32’’, 18'42’’ Fortino 16'09’’ Honorio 36'42’’ Fabiano 38'21’’ | Marcatori | 27'44’’ Fininho |

| Arbitri: | Gianluca Mastri (Jesi) Gennaro Luca De Falco (Catanzaro) Fabrizio Burattoni (Lugo di Romagna) |
| Crono:   | Nicola Salvalaggio (Castelfranco Veneto)                                                      |

|                                                                              |           |                 |
| Pablo 9'59’’ Fabiano 11'36’’ Euler 13'14’’, 14'54’’, 31'12’’ Fortino 19'30’’ | Marcatori | 2'30’’ Silveira |

#### Semifinali
| Arbitri: | Francesco Massini (Roma 1) Giovanni Muratore (Perugia) Luca Rutigliano (Bari) |
| Crono:   | Raffaele Ziri (Barletta)                                                      |

|                                            |           |                               |
| Cuzzolino 36'41’’ (rig.) Fantecele 37'48’’ | Marcatori | 24'24’’ Euler 37'04’’ Fabiano |

| Arbitri: | Mario Filippini (Roma 1) Giovanni Cossu (Cagliari) Carlo Adilardi (Collegno) |
| Crono:   | Simone Nale (Este)                                                           |

|                               |           |                                   |
| Canal 12'24’’ Honorio 34'36’’ | Marcatori | 35'00’’ Cuzzolino 37'29’’ Borruto |

| Arbitri: | Giacomo De Varti (Foggia) Nicola Gisondi (Molfetta) Vincenzo Giannantonio (Campobasso) |
| Crono:   | Luca Bizzotto (Bassano del Grappa)                                                     |

|                                                                    |           |                                        |
| Honorio 2'00’’, 38'46’’ Canal 3'01’’ Assad 16'17’’ Fortino 29'52’’ | Marcatori | 28'37’’ (aut.) Putano 25'15’’ Fragassi |

#### Finale
| Arbitri: | Francesco Pagnotta (Ascoli Piceno) Francesco Novellino (Potenza) Walter Mameli (Cagliari) |
| Crono:   | Ettore Quarti (Imperia)                                                                   |

|                |           |                                         |
| Honorio 8'21’’ | Marcatori | 11'12’’ Wilhelm 18'27’’, 31'46’’ Foglia |

| Arbitri: | Arnaldo Ciciarello (Catanzaro) Riccardo Arnò (Reggio Emila) Davide Aresu (Cagliari) |
| Crono:   | Andrea Bagnariol (Pordenone)                                                        |

|                                       |                      |                                             |
| Canal 4'38’’, 29'02’’ Honorio 37'48’’ | Marcatori            | 4'48’’ Duarte 13'45’’ Wilhelm 21'09’’ Jonas |
| Fortino Assad Pedotti Honorio         | Tiri di rigore 4 – 3 | Foglia Jonas Jeffe De Luca Duarte           |

| Arbitri: | Francesco Massini (Roma 1) Fabio Gelonese (Milano) Nicola Mantovani (Gallarate) |
| Crono:   | Andrea Sabatini (Bologna)                                                       |

|                                     |                      |                                        |
| Jonas 11'12’’ Nora 23'50’’, 39'40’’ | Marcatori            | 7'08’’, 16'45’’ Fabiano 7'50’’ Vampeta |
| Foglia Jonas Wilhelm Nora De Luca   | Tiri di rigore 4 – 2 | Fortino Assad Euler Merlim             |

| Arbitri: | Alessandro Malfer (Rovereto) Angelo Galante (Ancona) Francesco Peroni (Città di Castello) |
| Crono:   | Alessandro Maggiore (Bologna)                                                             |

|                                           |           |                                                              |
| Canal 4'08’’ (aut.) Merlim 11'49’’ (aut.) | Marcatori | 12'21’’ Merlim 16'05’’ Fortino 19'18’’ Vampeta 30'59’’ Canal |

| Arbitri: | Domenico Daidone (Trapani) Giovanni Cossu (Cagliari) Alessandro Merenda (Reggio Calabria) |
| Crono:   | Daniele Di Resta (Roma 2)                                                                 |

|                                                                    |           |               |
| Honorio 19'49’’ Fortino 24'43’’ Vampeta 36’, 36'59’’ Canal 38'06’’ | Marcatori | 37'12’’ Jonas |

### Coppa Italia

#### Quarti
| Arbitri: | Roberto Chiarello (Novi Ligure) Giovanni Muratore (Perugia) Tito Stampacchia (Modena) |
| Crono:   | Gianluca Mastri (Jesi)                                                                |

|                                                      |           |                                         |
| Honorio 9'05’’ Pablo 18'28’’, 26'29’’ Merlim 20'40’’ | Marcatori | 21'28’’, 34'49’’ Kakà 30'27’’ Antonelli |

#### Semifinali
| Arbitri: | Arnaldo Ciciarello (Catanzaro) Alessandro Malfer (Rovereto) Fabrizio Spalla (Forlì) |
| Crono:   | Sergio Scali (Pinerolo)                                                             |

|                                                                                          |           |                                                |
| Euler 0'07’’ Vampeta 12'53’’ Honorio 14'29’’ Fortino 30'56’’ Weber 33'59’’ Canal 39'03’’ | Marcatori | 3'24’’, 35'27’’ Bacaro 35'54’’, 39'52’’ Parrel |

#### Finale
| Arbitri: | Angelo Galante (Ancona) Domenico Daidone (Trapani) Leonardo Balli (Prato) |
| Crono:   | Giuseppe Di Gregorio (Enna)                                               |

|                                              |           |                                                         |
| Fortino 5'53’’ Euler 16'03’’ Honorio 31'33’’ | Marcatori | 10'21’’ Ramon 30'04’’ Lima 31'03’’ Patias 36'06’’ Bessa |

## Statistiche

### Statistiche di squadra
| Competizione | Punti | In casa | In casa | In casa | In casa | In trasferta | In trasferta | In trasferta | In trasferta | Totale | Totale | Totale | Totale | Totale | Totale |
| Competizione | Punti | G       | V       | N       | P       | G            | V            | N            | P            | G      | V      | N      | P      | Gf     | Gs     |
| ------------ | ----- | ------- | ------- | ------- | ------- | ------------ | ------------ | ------------ | ------------ | ------ | ------ | ------ | ------ | ------ | ------ |
| Campionato   | 66    | 13      | 10      | 2       | 1       | 13           | 11           | 1            | 1            | 26     | 21     | 3      | 2      | 108    | 43     |
| Play-off     |       | 7       | 4       | 2       | 1       | 4            | 1            | 2            | 1            | 11     | 5      | 4      | 2      | 39     | 24     |
| Coppa Italia | -     | -       | -       | -       | -       | -            | -            | -            | -            | 3      | 2      | 0      | 1      | 13     | 11     |
| Totale       |       | 20      | 14      | 4       | 2       | 17           | 12           | 3            | 2            | 40     | 28     | 7      | 5      | 160    | 78     |

### Statistiche dei giocatori
Aggiornate al 25/04/2012
| Giocatore          | Campionato | Campionato | Campionato | Campionato | Coppa Italia | Coppa Italia | Coppa Italia | Coppa Italia | Play-off | Play-off | Play-off | Play-off | Totale | Totale | Totale | Totale |
| Giocatore          | Pres       | Gol        | Am         | Esp        | Pres         | Gol          | Am           | Esp          | Pres     | Gol      | Am       | Esp      | Pres   | Gol    | Am     | Esp    |
| ------------------ | ---------- | ---------- | ---------- | ---------- | ------------ | ------------ | ------------ | ------------ | -------- | -------- | -------- | -------- | ------ | ------ | ------ | ------ |
| Miguel Weber       | 19         | 1          | 1          |            |              | 1            | 1            |              |          |          |          |          |        | 2      | 2      |        |
| Davide Putano      | 26         | 1          |            |            |              |              |              |              |          |          |          |          |        | 1      |        |        |
| Humberto Honorio   | 23         | 11         | 4          |            |              | 3            | 1            |              |          |          |          |          |        | 14     | 5      |        |
| Vampeta            | 23         | 22         | 1          |            |              | 1            |              |              |          |          |          |          |        | 22     | 1      |        |
| Mauro Canal        | 22         | 15         | 1          |            |              | 1            |              |              |          |          |          |          |        | 16     | 1      |        |
| Rodolfo Fortino    | 24         | 22         | 5          |            |              | 2            | 1            |              |          |          |          |          |        | 24     | 6      |        |
| Alex Merlim        | 24         | 16         | 3          |            |              | 1            | 1            |              |          |          |          |          |        | 17     | 4      |        |
| Euler              | 21         | 6          | 4          |            |              | 2            |              |              |          |          |          |          |        | 8      | 4      |        |
| Pablo              | 7          | 5          | 1          |            |              | 2            |              |              |          |          |          |          |        | 7      | 1      |        |
| Mattia Andreatta   | 17         | 0          |            |            |              |              |              |              |          |          |          |          |        | 17     |        |        |
| Matteo Parolin     | 8          | 0          |            |            |              |              |              |              |          |          |          |          |        |        |        |        |
| Renan Pizzo        | 1          | 0          |            |            |              |              |              |              |          |          |          |          |        |        |        |        |
| Giovani Pedotti    | 22         | 7          | 5          |            |              |              |              |              |          |          |          |          |        | 7      | 5      |        |
| Gonzalo Abdala     | 1          | 0          |            |            |              |              |              |              |          |          |          |          | 1      | 0      |        |        |
| Fabiano Assad      | 11         | 5          | 3          |            |              |              | 1            |              |          |          |          |          |        | 5      | 4      |        |
| Carlos Danieli     | 9          | 1          | 1          | 0          | -            | -            | -            | -            | -        | -        | -        | -        | 9      | 1      | 1      | 0      |
| Thiago Grippi      | 1          | 0          |            |            |              |              |              |              |          |          |          |          | 1      | 0      |        |        |
| Nicola Stragliotto | 19         | 0          |            |            |              |              |              |              |          |          |          |          |        |        |        |        |
| Carlo Barone       | 3          | 0          |            |            |              |              |              |              |          |          |          |          |        |        |        |        |
| Andrea Bertollo    | 5          | 0          |            |            |              |              |              |              |          |          |          |          |        |        |        |        |